# Оргей (метеорит)
«Орге́й» (фр. météorite d'Orgueil) — углистый хондритовый метеорит, упавший на юго-западе Франции в мае 1864 года.

## История

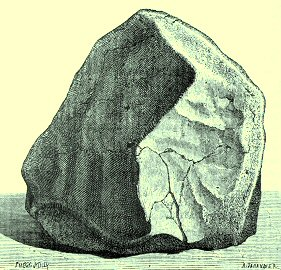
Картина отдельного фрагмента метеорита Оргей

Метеорит упал 14 мая 1864 года, через пару минут после 20:00 по местному времени, недалеко от города Оргей (департамент Тарн и Гаронна) на юге Франции. Образец метеорита был проанализирован в том же году Франсуа Клоэзом, профессором химии в музее естественной истории, который сосредоточился на органическом веществе, обнаруженном в этом метеорите. Он писал, что он содержит углерод, водород и кислород и по своему составу очень похож на торф из долины Соммы или на лигнит из Рингколя близ Касселя. Последовала интенсивная научная дискуссия, продолжавшаяся в 1870-х годах, о том, может ли органическое вещество иметь биологическое происхождение. Как отмечал советский и российский учёный, научный руководитель сектора астробиологии в Объединённом институте ядерных исследований Алексей Розанов, наличие следов органического происхождения в метеорите было обнаружено почти сразу. Однако научная общественность отнеслась к этому с недоверием: «Многое уже тогда было найдено, но с перепугу было не так интерпретировано, чтобы не пугать людей».

## Состав и классификация
Оргей является одним из пяти известных метеоритов, принадлежащих к группе хондритов CI (см. классификация метеоритов), и является самым крупным (14 килограммов). Метеориты входящие в эту группу, содержат хондры — сферические или эллиптические образования преимущественно силикатного состава. Эта группа также примечательна тем, что имеет состав, который по существу идентичен составу Солнца, исключая газообразные элементы, такие как водород и гелий. Примечательно, однако, что метеорит Оргей сильно обогащён летучей ртутью — необнаруживаемой в Солнечной фотосфере, и это является основной движущей силой «ртутного парадокса», заключающегося в том, что содержание ртути в метеорах не соответствует её летучей природе и изотопным соотношениям, основанным на ожидаемом поведении в солнечной туманности.
Благодаря своему чрезвычайно примитивному составу и относительно большой массе, Оргей является одним из наиболее изученных метеоритов. Одним из примечательных открытий в Оргее была высокая концентрация изотопно-аномального ксенона, называемого «ксенон-HL». Носителем этого газа является чрезвычайно мелкозернистая алмазная пыль, которая старше самой Солнечной системы.
В 1962 году было объявлено об открытии «организованных элементов», встроенных в метеорит Оргей, которые предположительно являлись биологическими структурами внеземного происхождения. Впоследствии было показано, что эти элементы представляют собой либо пыльцу (включая пыльцу амброзии) и споры грибов (Fitch & Anders, 1963), которые загрязнили образец, либо кристаллы минерала оливина.

## Мистификация
В 1963 году во фрагменте метеорита, хранившемся с момента его обнаружения в Монтобане в закрытом стеклянном сосуде, была обнаружена коробочка с семенами. При этом внешний стекловидный слой метеорита выглядел нетронутым. Несмотря на первоначальный ажиотаж, позже было показано, что коробочка принадлежит растению семейства ситниковых, эндемичному для Франции, была вклеена в метеорит и замаскирована угольной пылью. То, что выглядело как стекловидный слой, фактически оказалось клеем, при этом настоящий стекловидный слой находился глубже. Хотя автор подлога остался неизвестен, считается, что эта мистификация была направлена на то, чтобы повлиять на дебаты XIX века о спонтанном зарождении жизни путем демонстрации преобразования неорганической материи в биологическую.

## Дальнейшие исследования
В 2011 году американский учёный Ричард Гувер из НАСА опубликовал статью, в которой утверждал, что метеорит содержит окаменелости, некоторые из которых схожи с земными. Однако представители НАСА официально дистанцировались от заявлений Гувера, сославшись на отсутствие экспертных оценок его исследований.
Учёные выдвигали теорию о том, что жизнь на Земле могла возникнуть благодаря проникновению из космоса живых организмов (панспермия), в частности, на метеоритах, которые в дальнейшем  создали предпосылки для зарождения жизни на планете.
В 2015 российские учёные из Палеонтологического института РАН сделали качественные снимки  внутри метеорита. Были обнаружены окаменелые магнитотактики. Они могли возникнуть только на объекте с магнитным полем и водой, то есть на планете, а не на астероидах или метеоритах. Помимо прочего, учёные утверждают, что ими были найдены окаменелости, похожие на кокковидные, палочковидные и нитевидные формы прокариотов, акритархи и амёбы. В академическом издании Springer Nature, в «Paleontological journal», в 2019 году была опубликована статья коллектива российских авторов, в том числе — профессора Ричарда Б. Гувера, А. Ю. Розанова, Е. А. Красавина и других о том, что в трещинах на внутренней поверхности метеорита Orgueil CI1 были найдены нитевидные диатомовые водоросли, которые «имеют прямое значение для подтверждения теории существования внеземной жизни и гипотезы панспермии».
В ноябре 2020 года российские учёные планировали опубликовать снимки окаменелых микроорганизмов, обнаруженных в этом метеорите.
В октябре 2020 года опубликован атлас микрофоссилий по результатам бактериальнопалеонтологического исследования метеорита Оргей.